# ハマゴウ
ハマゴウ（浜栲、学名: Vitex rotundifolia）はシソ科ハマゴウ属の常緑小低木で砂浜などに生育する海浜植物。別名ハマハヒ、ハマハイ、ハマボウ（アオイ科にもハマボウがある）。

## 名称
和名ハマゴウは、一説には葉を線香の原料にしたことから「浜香」の名が生まれ、これが転訛してハマゴウになったといわれる。古書には「ハマハヒ」の記述が見られ、海岸に茎が這うように生えるところから名付けられたものと考えられている。また植物分類学者の牧野富太郎の説によれば、「これは、その実をホウと呼んで薬用にしているところからハマホウが転じたものだろう」としており、『牧野植物図鑑』ではそのとおり「ハマホウ」として記載し、一名をホウ、ハマボウと載せている。植物生態学者の辻井達一は、「ハマゴウのハマはむろん浜だろう」と述べている。
地方名は、ハマボウ、ハマカズラなどと呼ばれている。花の付き方や色が似ているので、ハギ（萩）に見立ててハマハギの名もある。中国植物名（漢名）は、單葉蔓荊、単葉万荊（たんようまんけい）。
学名の属名 Vitex（ヴィテックス）は、ラテン語で「結ぶ」を意味し、長く這って伸びた枝が砂浜を縦横に結んでいる様子から来ている。

## 分布と生育環境
日本では、北海道を除く本州（主に青森県津軽以南）・四国・九州・琉球諸島（沖縄）に分布し、海岸の砂浜に群生する。内陸の淡水湖である琵琶湖沿岸にも生育する。日本国外では、中国の沿岸、朝鮮、東南アジア、ポリネシアなどの南太平洋、オーストラリアの海岸の砂地に分布する。
砂が吹き飛ばされて何メートルも横に伸びた茎が露出する場合もある。砂に埋もれても負けずに伸びるのは海浜植物として重要な適応である。風の強い海岸では、茎は這って生育地を広げ、落葉後にその様子が見えることがある。

## 特徴
海岸の砂地に群生することが多い落葉低木。長く伸びる茎は地面を這い、半ば砂に埋もれて伸びる。枝は4稜があり、ところどころで地上に突き出して直立または斜上し、木本ではあるが高さは100センチメートル (cm) 以下のものが多い。太い茎の樹皮は縦にひび割れる。上部の枝先などの茎は毛が密生し、角張っている。
葉は対生し、ふつう単葉で、まれに3出複葉になるものもある。葉身は楕円形から広卵形で、長さ3 - 6 cm、幅2 - 4 cm、縁は全縁、裏面は白銀色の毛で被われ、香りがある。葉柄は長さ5 - 10ミリメートル (mm) になる。
花期は夏から初秋にかけて（日本では7 - 9月）。枝先に円錐花序をつけ、芳香のある青紫色の小さな花を咲かせ、目立つ。萼は長さ3 - 4 mmの鐘形で5歯がある。花冠は長さ12 - 16 mmになる漏斗状で、5裂し唇形になり、下部の裂片が他の裂片よりはるかに大きい。雄蕊は4個、花柱は1本で花冠を突き抜け、柱頭が2裂する。果実は球形の核果で、直径は5ミリメートル (mm) ほどの小さなもので臭いがあり、10月に結実して熟すと淡黒色になり、水に浮き海流に流される。黒い果実は冬でも枝に残ることがある。
冬芽は対生し、楕円形や半円形で毛に覆われており、冬芽の下に枝に沿って柄が伸びて、その下に副芽をつける。葉痕は心形で維管束痕が1個つく。
全体にユーカリの葉に似た芳香がある。
- 花
- 果実

## 利用
10 - 11月ごろに採集した果実を天日干し乾燥したものは、蔓荊子／万荊子（まんけいし）と呼ばれる生薬で、強壮、鎮痛、鎮静、感冒、消炎作用がある。蔓荊子散などの漢方薬に配合される。8 - 9月ごろの開花期の茎葉を採取して長さ3 - 5 cmに粗く刻んで陰干ししたものを蔓荊葉（まんけいよう）という。『中国高等植物図鑑』によると、蔓荊（まんけい）といって神経症疼痛（しんけいしょうとうつう）に効くと記されている。灰汁は染料になる。
葉や小枝には精油約0.1 - 0.3%が含まれており、精油成分は、カンフェン約55%、ディペンテンアルコール約20%、トリテルペン酸約3 - 19%、α-ピネンなどである。果実には、精油0.16%、脂肪油約6.1%、フラボノール誘導体のビテキシカルピンなどを含んでいる。精油は、浴湯料にすれば血行促進作用があり、果実は消炎、解熱、強壮の目的で漢方薬の処方に配剤されている。
民間療法では、風邪で熱があるとき、頭痛がするときに、蔓荊子1日量5 - 10グラムを水600 ccで半量になるまでとろ火で煮詰めた煎じ液（水性エキス）を、食間3回に分けて服用する用法が知られている。妊婦は服用禁忌とされている。また、肩こり、腰痛、筋肉痛、冷え症などには茎葉や蔓荊子を布袋に入れて浴湯料にして風呂に入れる。
昔は、葉をいぶして蚊遣りに用いたり、あるいは香として用いられた。茎葉は、シキミの樹皮や葉、モクレンの樹皮などを粉末にして混ぜ合わせ、安線香を製造するための原料にした。

## 近縁種
南西諸島にはよく似たミツバハマゴウが普通。形態的にはよく似ているが、海岸ではなく内陸のひなたにはえ、低木状になる。